# حافظه جهانی

برنامهٔ حافظهٔ جهانی یونسکو (به انگلیسی: Memory of the World Programme) که با نام میراث مستند جهانی یونسکو نیز شناخته می‌شود، برنامه‌ای است که یونسکو از سال ۱۹۹۲ به دنبال افزایش آگاهی نسبت به خطراتی که میراث مستند جهانی را تهدید می‌کند، برای حفظ و سهولت دسترسی به این آثار به اجرا گذاشته‌است. سازمان یونسکو قصد دارد با اجرای این برنامه از تاراج، پراکندگی، دادوستد غیرقانونی و نابودی میراث مستند جهانی جلوگیری کند. طبق فراخوان یونسکو، این مخاطرات تهدیدکننده از قرن‌ها قبل وجود داشته ولی جنگ، آشوب‌های اجتماعی و نبود امکانات مالی بر شدت آن افزوده‌است.

## اجلاس‌ها
| اجلاس          | سال  | مکان                      | تاریخ                  | IAC chairperson                             | Number of nominations evaluated | Number of inscriptions to the Register | منابع         |
| -------------- | ---- | ------------------------- | ---------------------- | ------------------------------------------- | ------------------------------- | -------------------------------------- | ------------- |
| 1st            | ۱۹۹۳ | Pułtusk, لهستان           | September 12–14        | Jean-Pierre Wallot (Canada)                 | none                            | none                                   | [ ۳ ]         |
| 2nd            | ۱۹۹۵ | پاریس، فرانسه             | May 3–5                | Jean-Pierre Wallot (Canada)                 | none                            | none                                   | [ ۳ ]         |
| 3rd            | ۱۹۹۷ | تاشکند، ازبکستان          | September 29–October 1 | Jean-Pierre Wallot (Canada)                 | ۶۹                              | ۳۸                                     | [ ۳ ] [ ۴ ]   |
| Bureau Meeting | ۱۹۹۸ | لندن، بریتانیا            | September 4–5          | Jean-Pierre Wallot (Canada)                 | none                            | none                                   | [ ۳ ]         |
| 4th            | ۱۹۹۹ | وین، اتریش                | June 10–12             | Bendik Rugaas (Norway)                      | ۲۰                              | ۹                                      | [ ۲ ]         |
| 5th            | ۲۰۰۱ | چئونگ‌جو، کره جنوبی        | June 27–29             | Bendik Rugaas (Norway)                      | ۴۲                              | ۲۱                                     | [ ۵ ]         |
| 6th            | ۲۰۰۳ | گدانسک، لهستان            | August 28–30           | Ekaterina U. Genieva (روسیه)                | ۴۱                              | ۲۳                                     | [ ۶ ] [ ۷ ]   |
| 7th            | ۲۰۰۵ | لیجیانگ، چین              | June 13–18             | Deanna B. Marcum (USA)                      | ۵۳                              | ۲۹                                     | [ ۸ ] [ ۹ ]   |
| 8th            | ۲۰۰۷ | پرتوریا، آفریقای جنوبی    | June 11–15             | Alissandra Cummins (باربادوس)               | ۵۳                              | ۳۸                                     | [ ۱۰ ]        |
| 9th            | ۲۰۰۹ | بریج‌تاون، باربادوس        | July 27–31             | Roslyn Russell (Australia)                  | ۵۵                              | ۳۵                                     | [ ۱۱ ] [ ۱۲ ] |
| 10th           | ۲۰۱۱ | منچستر، بریتانیا          | May 22–25              | Roslyn Russell (Australia)                  | ۸۴                              | ۴۵                                     | [ ۱۳ ]        |
| 11th           | ۲۰۱۳ | گوانگجو، کره جنوبی        | June 18–21             | Helena R Asamoah-Hassan (Ghana)             | ۸۴                              | ۵۶                                     | [ ۱۴ ]        |
| 12th           | ۲۰۱۵ | ابوظبی، امارات متحده عربی | October 4–6            | Dr. Abdulla El Reyes (United Arab Emirates) | ۸۶                              | ۴۴                                     | [ ۱۵ ]        |

از ۳۰۱ مورد میراث مستند فهرست شده در فهرست، ۱۸۱ مورد یا بیش از نیمی از اسناد، توسط منطقه ای شامل اروپا و آمریکای شمالی، که شامل ۳۹ کشور و/یا قلمرو است، به ثبت رسیده‌است.
| منطقه                   | تعداد لوح‌ها و سنگ‌نبشته‌های ثبت شده | تعداد کشورهای و سازمان‌ها |
| ----------------------- | --------------------------------- | ------------------------ |
| آفریقا                  | ۱۴                                | ۹                        |
| کشورهای عربی            | ۹                                 | ۵                        |
| آسیا و پاسیفیک          | ۸۰                                | ۲۴                       |
| اروپا و آمریکای شمالی   | ۱۸۱                               | 39 [A]                   |
| آمریکای لاتین و کارائیب | ۶۷                                | ۲۵                       |
| سازمان‌های بین‌المللی     | ۴                                 | ۴                        |
| بنیادهای خصوصی          | ۱                                 | ۱                        |
| مجموع                   | ۳۰۱ مورد ثبت شده                  | ۱۰۷                      |

## پاره‌ای از آثار منتخب

### آلمان
- سرمایه و مانیفست حزب کمونیست مارکس و انگلس
- سمفونی شماره ۹ لودویگ وان بتهوون
- منزلت ادبی گوته
- انجیل ۴۲ خطی گوتنبرگ
- متروپولیس
- نامه‌های گوتفرید لایبنیتس

### ایالات متحده
- جادوگر شهر اوز

### ایران
- شاهنامه بایسنقری
- وقف‌نامه ربع‌رشیدی
- مجموعه اسناد تشکیلات اداری آستان قدس رضوی در دوره صفویه
- التفهیم ابوریحان بیرونی
- پنج گنج نظامی
- صنایع دستی ایران

### تاجیکستان
- نسخه خطی کلیات عبید زاکانی و غزلیات حافظ شیرازی (قرن چهاردهم)

### چین
- آرشیو صوتی موسیقی سنتی
- اسناد دودمان بزرگ چینگ
- نسخ خطی آثار کهن ناکسی دونگبا
- فهرست طلائی افراد برگزیده شده در امپراتوری دودمان چینگ

### مصر
- نسخه‌های خطی مصور و تذهیب‌شده فارسی

### هند
- مجموعه نسخ خطی پزشکی آی.ای.اس. تامیل
- آرشیو شرکت هلند و هند شرقی
- نسخ خطی سایوا در پاندیچری
- ریگ‌ودا